# هانس سيجيسموند فون ليستويتز
هانز سيغيسموند فون ليستفيتز (١٩ يونيو ١٧١٨ - ١٦ فبراير ١٧٨٨) كان لواءً بروسيًا في سلاح المشاة والحرس الملكي البروسي، كرّمه ملك بروسيا فريدريك الثاني لجهوده في معركة تورجاو الدموية ضد الجيش النمساوي في سيليزيا. وقد نُسب له إنتزاعه نصرا صعبا للجيش البروسي نظرا لقيادته الميدانية الحاسمة في المعركة. وقد أقرّ فريدريك بجهوده بمنحه أراضي وممتلكات شاسعة قرب كونرسدورف بعد الحرب.

## العائلة
كانت عائلة ليستويتز من العائلات السيليزية القديمة التي تعود أصولها إلى القرن الرابع عشر. وُلد هانس سيجيسموند فون ليستويتز في 19 يونيو 1718 في كونتوب، دوقية غلوجاو، وهي جزء من نوي مارك التابعة لبراندنبورغ. كان والده يوهان جورج فون ليستويتز عقيدا في الجيش البروسي، وكانت والدته هيلين بارونة فون كوتفيتز. في شبابه، درس ليستويتز في جامعة فرانكفورت. سارت المسيرة العسكرية ليستويتز على نهج أبناء اليونكر. كان العديد من اليونكر يمتلكون ضيعات ضخمة، خصوصًا في الأجزاء الشمالية الشرقية من بروسيا (أي مقاطعات براندنبورغ، بوميرانيا، سيليزيا، بروسيا الغربية، بروسيا الشرقية وبوزن). وكان أبناؤهم الأصغر يتبعون غالبًا مسارات مهنية كجنود، مبتدئين برتبة فاهنين-يونكر وقابلين للترقيات في مختلف فروع الجيش. وبما أن عددًا كبيرًا من أفراد عائلاتهم عملوا بمهن مربحة في الجيش، فقد أصبح اليونكر مستثمرين بعمق في نجاح الدولة البروسية.
تزوج ليستويتز من كاتارينا شارلوت فون تريسكوف (1734–1789)، ورُزقا بابنة واحدة هي هيلين شارلوت (1754–1803). تزوجت شارلوت في سن السادسة عشرة، لكن الزواج أُلغي لاحقًا. وبناءً على مسيرته الناجحة في الجيش، خاصة خلال السنوات الأخيرة من حرب السنوات السبع، استطاع ليستويتز أن يستثمر في العقارات، فاستحوذ في نهاية المطاف على ممتلكات كبيرة قرب فريلدلاند، عن طريق الشراء والهبات من ملكه الممتن. شملت الممتلكات، التي أُطلق عليها اسم "فريلدلاند القديمة"، ستة مزارع، وعدة قطعان من الأغنام والأبقار وطاحونة، بالإضافة إلى عدد من تجمعات الصيد. وكان الصيد يشغّل ثلث السكان حتى نهاية القرن. وفي النهاية ورثت ابنته هذه الأملاك. قامت بتجفيف الكثير من الأراضي الرطبة، مما خلق بيئة أكثر ربحية. عُرفت شارلوت بمرسوم من فريدريك وليام الثاني ملك بروسيا بلقب "سيدة فريلدلاند"، وكانت تُعتبر على نطاق واسع مزارعة ناجحة، وإن وُصفت بأنها "امرأة غريبة جدًا".

## المسيرة العسكرية
بدأ ليستفيتز مسيرته جنديا في فوج المشاة التابع لكورت كريستوف فون شفيرين في فرانكفورت على نهر أودر . وفي حربي سيليزيا الأولى والثانية ، خاض أعتى المعارك في مولفيتز، ونازع في تشوتوسيتز، وقاتل بضراوة في هوهنفريدبرغ، وحاصر خصومه عند سور، ثم في حرب السنوات السبع تقدّم إلى لوبوسيتز، وقضى على مقاومة خصومه هناك في الأول من أكتوبر ١٧٥٦، فتُوِّج جهده بنيله وسام الاستحقاق .
في عام 1757، فشل والد ليستفيتز، يوهان جورج فون ليستفيتز، في الدفاع عن قلعة بريسلاو من القوات النمساوية الفرنسية، مما أضر بسمعة العائلة. دعم سكان بريسلاو النمساويين وجعلوا دفاع البروسيين صعبًا. ضغط مواطنو بريسلاو على ليستفيتز لإخلاء القلعة. استسلم ليستفيتز الأب ليلة 25 نوفمبر بشرط السماح له بالانسحاب دون عوائق. من بين 4227 جنديًا بروسيًا، بدأ 599 منهم فقط المسيرة إلى غلوغاو؛ بينما فر الباقون.  تطلبت خسارة بريسلاو من فريدريك أن يزحف عبر البلاد من روسباخ حيث فاز في وقت سابق من نوفمبر بمعركة حاسمة ضد القوات الإمبراطورية والفرنسية. في 12 يومًا، غطى جيش فريدريك إلى ليوثين ، على بُعد نصف يوم سيرًا على الأقدام من بريسلاو، حيث اشتبك مع قوة إمبراطورية متفوقة عليه. بعد انتصاره هناك، حاصر فريدريك بريسلاو، التي استسلمت بعد أسبوع. 
على الرغم من فشل والده في معركة بريسلاو، حافظ الشاب ليستفيتز على موافقة الملك فريدريك وساعدت أفعاله في معركة تورجاو المنهكة في إعادة مكانة الأسرة في نظر الملك. في عام ١٧٦٠، اندفع ليستفيتز، وكان يومئذٍ رائدًا في فوج المشاة «ألت براونشفايغ»، لينتزع النصر من بين أنياب الهزيمة. إذ بينما أصيب الملك برصاصة طائشة وفشل الهجوم على الخط النمساوي، وتبعثرت القوات البروسية في أرجاء ساحة القتال عاجزة عن توجيه ضربة متماسكة، اعتقد فريدريك أن كل شيء قد انهار، فسلم القيادة إلى الفريق يوهان ديتريش فون هولسن وهمَّ بمغادرة الميدان. لكن القتال ظل محتدمًا طوال الليل، وعند بزوغ الفجر نهض ليستفيتز بجسارة، فجمع شتات القوات المبعثرة، ونظمها في ثلاث كتائب، وقادها بنفسه في هجوم كاسح. وكانت خطوته تلك هي الشرارة التي دعمت هجومًا متزامنًا لفوج الفرسان بقيادة هانز يواكيم فون زيتن، فكان لهذا الدعم أن قلب مجرى المعركة وأعادها إلى صالح البروسيين. 
عند وفاة تشارلز فريدريك ألبرت، مارغريف براندنبورغ-شفيدت، الذي لم يكن له أبناء، عام ١٧٦٢، عادت ممتلكاته إلى التاج. بعد معاهدة هوبرتوسبورغ ، منح فريدريك الثاني هذه الثروات للضابطين اللذين كان يكنّ لهما امتنانًا خاصًا: هانز سيجيسموند فون ليستفيتز، الذي حصل على ممتلكات أرتفليدلاند؛ وتلقى يواكيم برنهارد فون بريتويتز ، الذي رافق الملك إلى بر الأمان من ساحة المعركة في كونرسدورف ، العقار في كويلتز (كويليتسه الحالية). أعطى ثيودور فونتان هذا الظرف ذكرًا خاصًا ، وكتب: "Lestwitz a sauvé l'etat، Prittwitz a sauvé le roi." (أنقذ الدولة، أنقذ الملك.) 

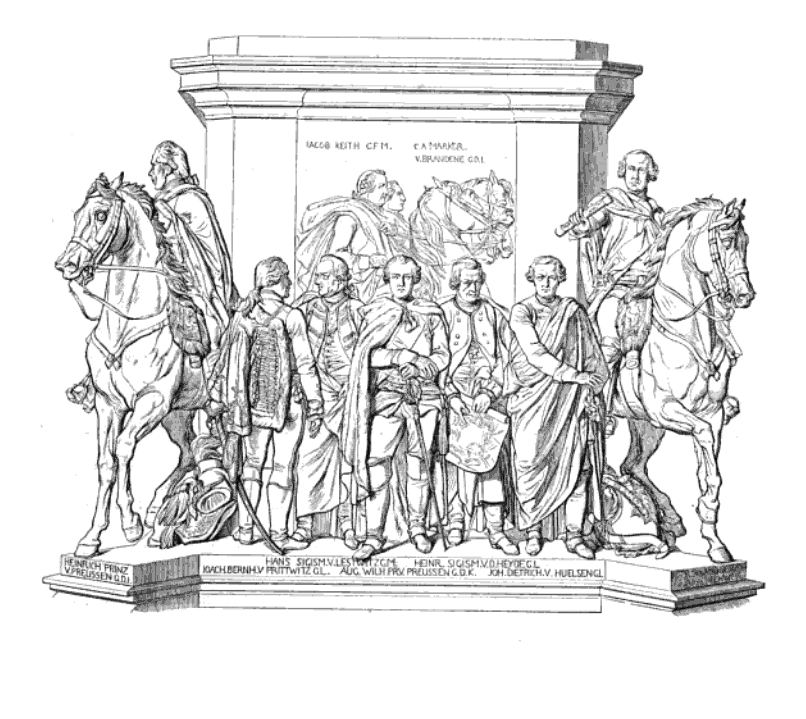
تمثال الفروسية لفريدريك الكبير : (من اليسار إلى اليمين) يواكيم برنهارد فون بريتويتز ، هانز سيجيسموند فون ليستويتز، الأمير أوغسطس ويليام ملك بروسيا ، هاينريش سيجيسموند فون دير هايد ، يوهان ديتريش فون هولسن.

في عام ١٧٦٥، عُيّن ليستفيتز عقيدًا ، وفي عام ١٧٦٦ عُيّن رئيسًا لفوج مشاة جراندير الحرس الملكي البروسي. عند اندلاع حرب الخلافة البافارية ، تولى قيادة الجناح الأيمن للجيش البروسي برتبة لواء . في نهاية هذه الحرب، تقاعد عام ١٧٧٩. توفي في برلين عام ١٧٨٨.